# Tito Labieno
Tito Labieno (em latim: Titus Labienus; Cingoli, ca. 100 a.C. — Munda, 17 de março de 45 a.C.) foi um soldado profissional romano, que serviu no período final da República Romana. Serviu como tribuno da plebe em 63 a.C., e é lembrado como um dos tenentes de Júlio César, mencionado frequentemente nos relatos de suas campanhas militares, que o traíram durante a guerra civil contra Pompeu.

## Biografia

### Início da carreira militar
Com base no fato de que sua pretoria foi em 60 ou 59 a.C., Tito Labieno provavelmente nasceu em 99 ou 98 a.C. Diversas fontes sugerem que ele teria vindo da cidade de Cingulum, no Piceno. Sua família possuía nível equestre. Ligou-se a Pompeu, durante seu período como patrono de Piceno, por seu desejo de subir de patente militar. Seu primeiro serviço foi entre 78 e 75 a.C., na Cilícia, sob Públio Servílio Vácia Isáurico.

### Tribunato da plebe e julgamento de Caio Rabírio
Em 63 a.C., Tito Labieno era um tribuno da plebe, fortemente ligado a Pompeu. Caio Júlio César também estava aliado a Pompeu, e ocasionalmente auxiliaram-se mutuamente. Estas interações viriam a formar a semente do que seria a amizade entre Labieno e César.
Sob a instigação de César, Labieno acusou o senador Caio Rabírio por alta traição (perduellio), após o assassinato do tribuno Lúcio Apuleio Saturnino, em 100 a.C.. O propósito deste julgamento seria o de colocar em descrédito o senatus consultum ultimum, uma medida de emergência do senado utilizada habitualmente contra os populares e as assembleias da plebe. Labieno utilizou-se do antiquando processo dos duúnviros, utilizado no início da República Romana, contra Rabírio. O procedimento passava por cima das leis criminais normais e Rabírio passaria a ser julgado sem qualquer defesa. Como os tribunos eram sacrossantos, o ato de matar um deles era visto como um ato contra os deuses; a punição do culpado era vista mais como uma maneira de purgar o delito e apaziguar as divindades: a morte era vista como tamanha impureza que um julgamento normal era desnecessário, e a purgação imediata era necessária para se evitar a ira divina. Os duumviri recebiam o encargo de acusar, sob a alegação de culpa óbvia, e purgar o culpado através da flagelação.
Rabírio apelou e Cícero falou em sua defesa. No entanto, antes que o senado pudesse votar, Metelo Céler utilizou-se de seus poderes como áugures para alegar a visão de maus presságios e retirar a bandeira que voava sobre o Janículo, o que adiou o julgamento. Rabírio acabou sendo condenado ao exílio, já que não tinha meio de pagar a multa enorme à que fora condenado.
No mesmo ano, Labieno realizou um plebiscito, que retornou às eleições dos pontífices ao povo; isto assegurou, indiretamente, a eleição de César para o cargo de pontífice máximo (pontifex maximus).
Mais soldado que político, Labieno utilizou-se de seu cargo como o caminho para assegurar posições mais elevadas na escala de comando militar. Após seu mandato como tribuno, Labieno serviu como legado de César na Gália.

### Tenente de César na Gália
Labieno atuou como o segundo-comandante de César durante a sua campanha na Gália, e foi o único legado mencionado pelo nome nos escritos que o general deixou sobre a primeira campanha. Labieno foi considerado um gênio militar, que chegou à altura do próprio César em termos de comando tático. No entanto, César, como imperator, teria assumido o crédito por diversos feitos realizados por seus subordinados.[carece de fontes?] Era também um hábil comandante de cavalaria.
Comandou os acampamentos de inverno em Vesôncio, em 58 a.C.. Também assumiu o controle completo das legiões da Gália durante a ausência de César, quando foi nomeado legado propraetor, privilégio que recebeu quando César teve de administrar a justiça na Gália Cisalpina e durante a segunda campanha da Britânia (em 54 a.C.).
Em 57 a.C., durante a campanha belga, numa batalha contra os atrébates e os nérvios, próximo a Batalha do Sábis|Sábis, Labieno, comandando as legiões IX e X, derrotou as forças dos atrébates e conseguiu conquistar o campo inimigo. De lá, enviou a X Legião contra os flancos da linha de combate nérvia enquanto se juntou ao exército de César, conseguindo mudar o destino da batalha e assegundo a vitória para César.
Labieno também recebe o crédito pela derrota dos tréviros, liderados por Induciomaro. Após dias acampado com suas tropas nas fortificações, sofrendo com as incursões diárias das tropas de Induciomaro, numa tentativa de intimidar e desmoralizar as tropas romanas, Labieno resolveu contra-atacar: ao perceber que as tropas inimigas retornavam a seus acampamentos de maneira desorganizada, enviou sua cavalaria por dois portões, dando-lhes a ordem de matar primeiro o próprio Induciomaro, e depois o resto de seus acompanhantes. A empreitada foi bem sucedida, e, com a morte de seu líder, o exército tréviro se dispersou. Posteriormente se reagruparam, sob a liderança de parentes de Induciomaro, e atacaram Labieno, acampando do lado oposto do rio em que os romanos estavam, enquanto aguardavam reforços vindos dos germanos. Labieno então fingiu bater em retirada, atraindo os tréviros para o outro lado do rio; os romanos então atacaram inesperadamente, dizimando as forças inimigas. As notícias do massacre fizeram que o exército germano desistisse do ataque.
A vitória de Labieno sobre os parísios, em Lutécia, é outro exemplo de sua genialidade tática. Ao enviar cinco coortes rumo a Agedinco, e cruzar ele próprio o rio Sequana com suas três legiões, conseguiu fazer o inimigo pensar que ele havia dividido seu exército e estava cruzando o rio em três locais diferentes. O exército inimigo, então, se dividiu em três partes e foi atrás de Labiano; as legiões restantes então voltaram e cercaram o inimigo, massacrando-o com o auxílio da cavalaria.
Em setembro de 51 a.C., César fez de Labieno governador da Gália Cisalpina.

### Deserção de César, aliança com Pompeu
Antes que César tomasse Roma, Labieno o abandonou na Gália e se juntou a Pompeu. Foi recebido efusivamente pelo lado pompeiano, trazendo 3.700 cavaleiros gauleses e germânicos consigo.
Para Dião Cássio, os motivos desta atitude não teriam sido nobres; Labieno havia adquirido riqueza e fama na Gália, e acreditava merecer cargo igual ou melhor que o de César. César, no entanto, não lhe dera um comando independente, e também não lhe apresentara perspectivas de um consulado, o que o deixou bastante ressentido pelo que viu como uma falta de reconhecimento, e ajudou a desenvolver um ódio muito forte por César, que fez com que eventualmente ele se voltasse contra o seu antigo general e se juntasse ao lado que o combatia.
Embora a maioria dos historiadores descreva esta atitude de Labieno com relação a César como pura e simples deserção, há quem justifique a sua motivação como possível fruto de sua convicção em apoiar um governo legítimo em sua luta contra um procônsul revolucionário que havia colocado sua própria dignitas acima do seu país.
Pompeu fez de Labieno seu comandante de cavalaria. Labieno tentou convencer Pompeu a enfrentar César na Itália, e que não recuasse para a Hispânia (Península Ibérica) para reagrupar suas tropas, afirmando que o exército de César estaria enfraquecido depois das campanhas na Gália.
Seu azar sob o comando de Pompeu, no entanto, foi tão acentuado quanto o seu sucesso sob César. Depois da derrota na batalha de Farsalo, Labieno fugiu para Córcira, e, após ouvir as notícias da morte de Pompeu, seguiu para a África, onde formou um exército. Conseguiu a confiança dos seguidores de Pompeu através de mentiras; contou-lhes, por exemplo, que César teria recebido um ferimento mortal durante a batalha. Foi capaz, apenas pela força numérica, de infligir um leve revés a César na batalha de Ruspina, em 46 a.C.. Condensando suas forças em formações aglomeradas, fez César acreditar que só tinha apenas infantaria, e conseguiu assim bater a cavalaria de César e cercar seu exército. Após a batalha de Tapso juntou-se a Pompeu, o Jovem na Hispânia.
A morte chegou a Labieno durante a batalha de Munda, um conflito disputado de maneira igualmente feroz entre os exércitos de César e os filhos de Pompeu. O rei Bogudes, aliado de César, aproximou-se dos aliados de pompeu pela retaguarda. Labieno, que comandava a unidade de cavalaria pompeiana e viu o ocorrido, removeu a cavalaria da linha de frente e levou-a em sua direção. As legiões pompeianas interpretaram isto como um recuo, perderam o ímpeto e logo foram debandadas. Pompeu, o Jovem sofreu ferimentos graves durante o confronto, e Labieno morreu. Esta derrota pôs fim à guerra civil romana. Foi enterrado porém, de acordo com Apiano, sua cabeça foi cortada e levada a César.